# Chodová Planá
Chodová Planá é uma comuna checa localizada na região de Plzeň, distrito de Tachov.